# Victor Léon
Victor Léon, eredetileg Victor Hirschfeld, gyakran Viktor Léon (Szenic, 1858. január 4. – Bécs, 1940. február 23.) osztrák librettista, szövegíró.

## Élete
Jakob Heinrich Hirschfeld rabbi (Sasvár, 1819. január 20. – Bécs, 1902. október 6.) és Pauline Ausch fia. Apja egyike volt annak a három rabbinak, akik felavatták a Pécsi zsinagóga épületét. Filozófiát tanult az augsburgi és a bécsi egyetemen, illetve a Bécsi Konzervatóriumot látogatta. Ezután újságíróként dolgozott. 1877-től 1884-ig kiadta a Die Hausfrau: Blätter für Haus und Wirthschaft című folyóiratot, majd Victor Léon álnéven, amelyet haláláig megtartott, színházi körökben is nevet szerzett magának. Barátságban volt Hermann Bahrral, és szoros kapcsolatban állt a Café Griensteidl irodalmi körrel.

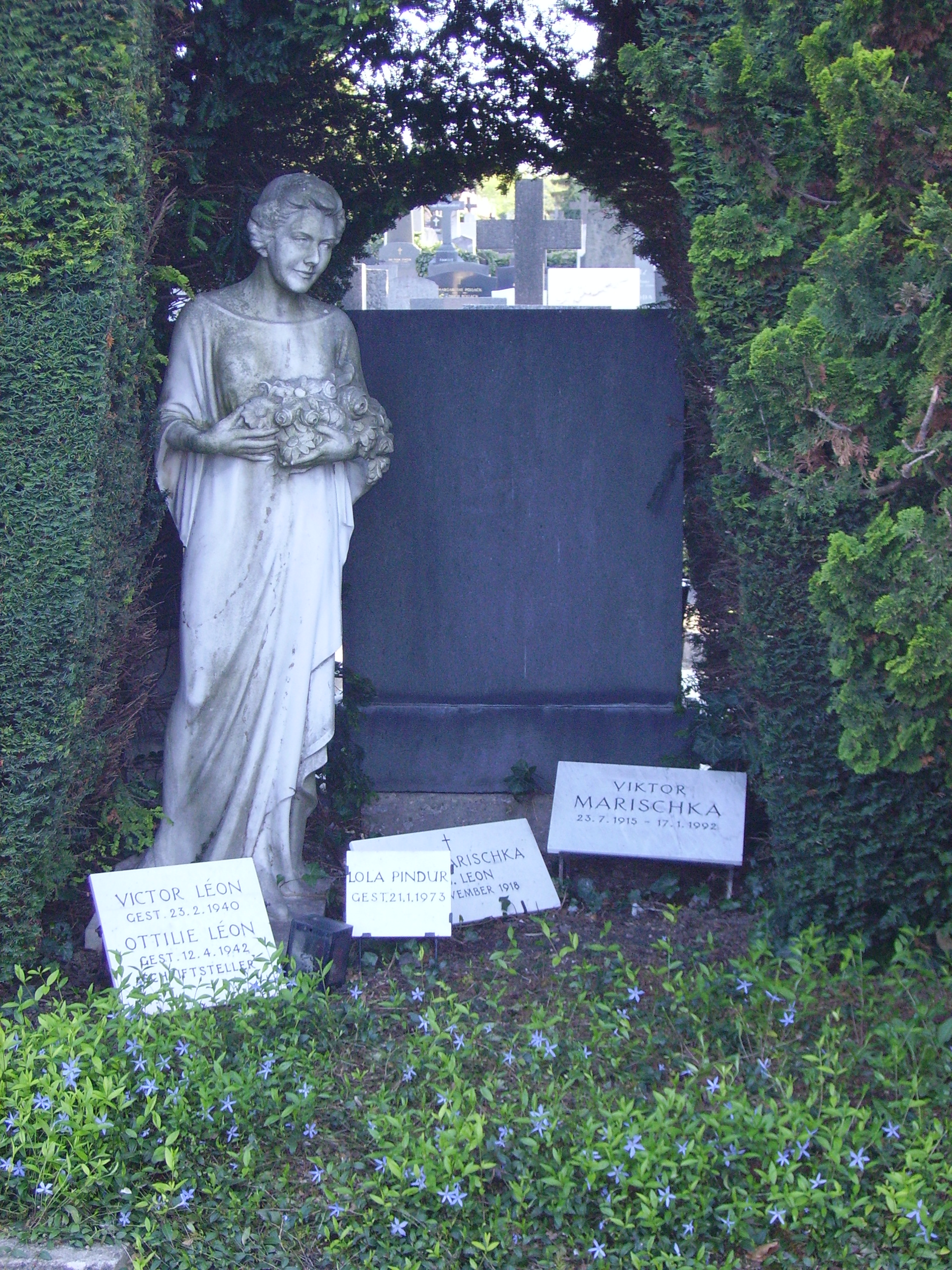
Sírja a Hietzingi temetőben

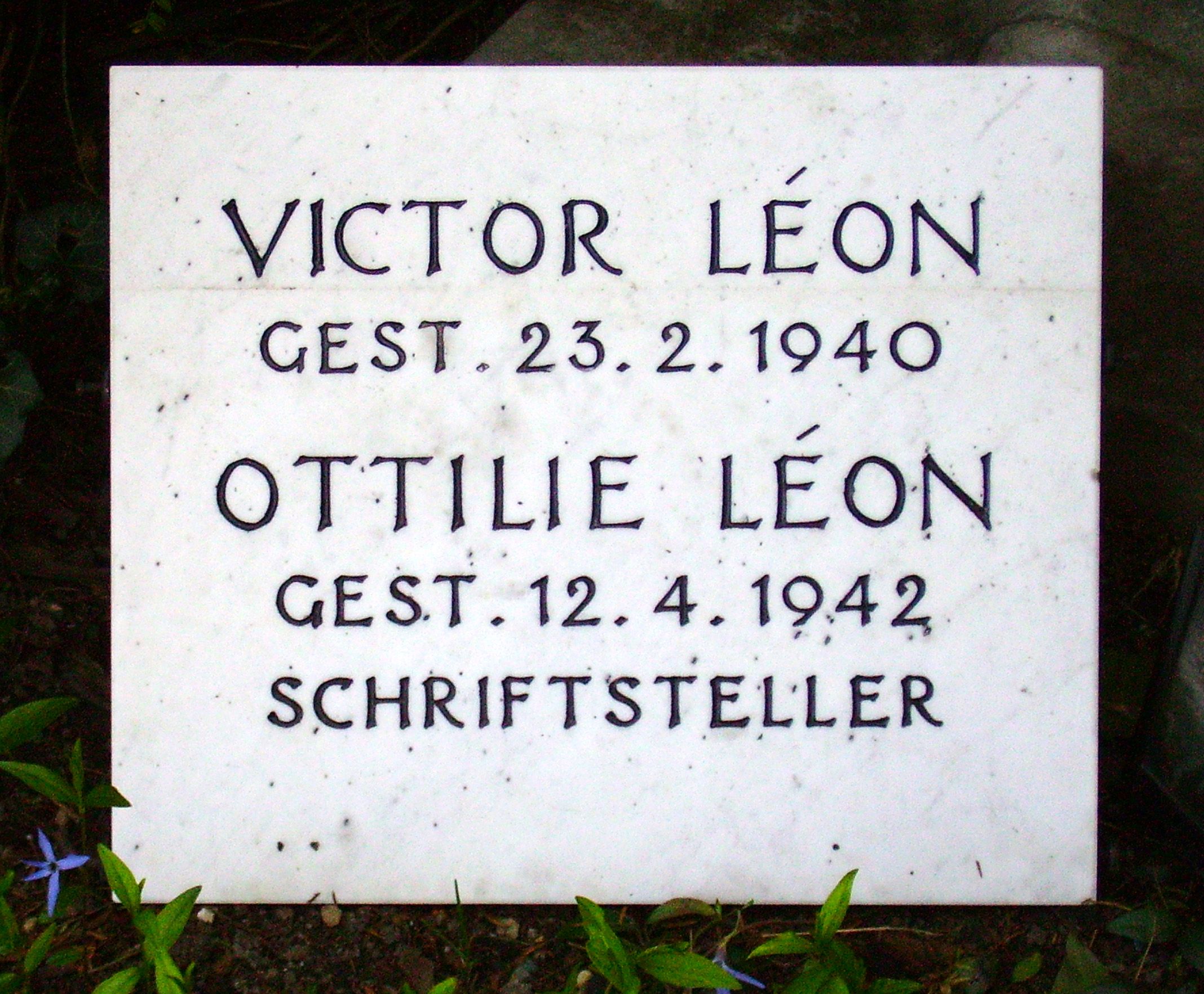
Emléktábla a síron

1878-ban debütált a Falsche Fährte című művével az 1837-től 1895-ig létező Sulkowskitheaterben, Bécs Margareten kerületében (ma: Wiedner Hauptstrasse 123, 123a, 125, Gassergasse 44), de drámaíróként sikertelen maradt. 1881-ben a Theater in der Josefstadt, 1882-ben a Carltheater és 1883-ban a Theater an der Wien dramaturgja volt. Számos drámát, népszínművet és esszét írt, valamint – részben testvérével, Leo Felddel együtt – operett-librettókat készített olyan zeneszerzőknek, mint Max von Weinzierl, Rudolf Raimann, Alfred Zamara és ifj. Johann Strauss. Csak 1897-ben ért el áttörést, amikor Heinrich von Waldberggel és Richard Heuberger zeneszerzővel közösen megírta a Der Opernball című operettet. Hamarosan következtek a Bécsi vér és A víg özvegy című operettek, amelyekkel nagy sikereket ért el. Gyakran dolgozott együtt Leo Steinnel, és vele együtt hozzájárult Lehár világsikeréhez. 1884 és 1893 között főleg újságírói tevékenységet folytatott, majd ő lett 1894-ben a Theater in der Josefstadt dramaturgja és igazgatója, 1897-től pedig a Carltheater rendezőjeként dolgozott, illetve színészoktatást is vállalt.
Felesége, Ottilie Popper (1869. április 10. – 1942. április 12.) volt, akitől született egy lánya, Felicitas, akit Lizzinek becéztek. 1907-ben lánya Hubert Marischka neje lett, aki ekkoriban még színész és operetténekes volt. Lizzi javasolta Lehár A sárga kabát című operettjéhez a kínai hangulatot, amely később A mosoly országa néven vált világhírűvé. Az alig harmincéves Lizzi 1918-ban, harmadik gyermeke, Franz Marischka születése után vakbélgyulladásban meghalt. Ezért Victor Léon A sárga kabát librettóját lányának ajánlotta. Léon túlélte mind a lányát, mind az öccsét. Utolsó színpadi munkája Lehár Das Fürstenkind (szintén: Der Fürst der Berge címmel is) 1932-es előadásainak felügyelete volt. Ausztria Német Birodalomhoz való csatolása után zsidó származása miatt eltiltották hivatásának gyakorlásától. Utolsó lakhelye Hietzingben volt, a Wattmanngasse 22. szám alatt. Díszsírhelye a Hietzingi temetőben található.
A közelgő hagyatéki tárgyalásokra való tekintettel Viktor Léont 1940-ben a helyi bíróság (Hietzing) szlovák állampolgárként (joghatóság: Szenic) jegyezte be.

## Emlékezete
1955-ben Hietzingben utcát neveztek el róla (Viktor-Leon-Gasse)

## Művei
Népszínművek
- Gebildete Menschen. Népszínmű három felvonásban, 1895[18]
- Fräulein Lehrerin, Leo Felddel, 1905
- Ein dunkler Ehrenmann. Színmű három felvonásban, 1919

Komédiák
- Falsche Fährte, 1878, megjelent mint Postillon d’amour
- —, Heinrich von Waldberg (1862–1929): Atelier Mazabou, 1887[19]
- Die grünen Bücher. Lustspiel in einem Aufzug, 1900
- —, Leo Feld, Robert Stolz: Der große Name, 1909

Opera és operett librettók
- Der Doppelgänger, 1886 (Zene: Alfred Zamara)
- Simplicius, 1887 (Zene: ifj. Johann Strauss)
- Friedel mit der leeren Tasche. Opera három felvonásban, 1892, (Zene: Max Josef Beer)
- Das Modell, 1895 (Zene: Franz von Suppé)
- Der Strike der Schmiede, 1897 (Zene: Max Josef Beer)
- Der Opernball, 1898 (Zene: Richard Heuberger)
- Bécsi vér, 1899 (Zene: ifj. Johann Strauss műveiből összeállította Adolf Müller)
- Der polnische Jude (társszerző: Richard Batka), 1901 (Zene: Karel Weis)
- Der Rastelbinder, 1902 (Zene: Lehár Ferenc)
- Die Schönen von Fogaras, 1903 (Zene: Alfred Grünfeld)
- Barfüßele, 1904, (Zene: Richard Heuberger)
- Der Göttergatte, 1904 (Zene: Lehár Ferenc)
- A víg özvegy, 1905 (Zene: Lehár Ferenc)
- Vergeltsgott, 1905, (Zene: Leo Ascher)
- Der fidele Bauer, 1907 (Zene: Leo Fall)
- Die geschiedene Frau, 1908, (Zene: Leo Fall)
- Das Fürstenkind, 1909, (Zene: Lehár Ferenc)
- Das erste Weib. Operett három felvonásban, 1910, (Zene: Bruno Hartl)
- Die eiserne Jungfrau. Operett három felvonásban, 1911, (Zene: Robert Stolz)
- Der Nachtschnellzug, 1913, (Zene: Leo Fall)
- Gold gab ich für Eisen, 1914 (Zene: Kálmán Imre)
- Wiener Volkssänger, 1919 (Zene: Robert Mahler)
- A mosoly országa, 1923 (Zene: Lehár Ferenc)
- La Barberina, 1928, (Zene: Leo Ascher)
- Der Fürst der Berge, 1932, az 1909-ben bemutatott Das Fürstenkind későbbi változata (Zene: Lehár Ferenc)

Írások
- Dramaturgisches Brevier. Ein populäres Hand- und Nachschlagebuch für Bühnenschriftsteller, Schauspieler, Kritiker und Laien. Excerpte aus sämmtlichen dramaturgischen Schriften Lessings, nach Materien geordnet und mit Erläuterungen versehen. Második kiadás. Rubinverlag, München 1894

## Fordítás
- Ez a szócikk részben vagy egészben  a   Victor Léon című német Wikipédia-szócikk ezen változatának fordításán alapul.  Az eredeti cikk szerkesztőit annak laptörténete sorolja fel. Ez a jelzés csupán a megfogalmazás eredetét és a szerzői jogokat jelzi, nem szolgál a cikkben szereplő információk forrásmegjelöléseként.